# Cerro Irapa
El Cerro Irapa es una formación de montaña, ubicada en la frontera internacional entre Colombia y Venezuela. A una altitud promedio de 2.034 m s. n. m. el Cerro Irapa es una de las montañas de mayor elevación en Zulia.

## Ubicación
El Cerro Irapa se ubica en un privilegiado sistema montañoso al sur de la Serranía del Perijá, que es el ramal más norte de la Cordillera de los Andes. Por el oeste se ubica en el estado colombiano de Cesar, mientras que por el este el estado venezolano de Zulia.